# Château de La Houssière
Pour les articles homonymes, voir Houssière (homonymie).
 (octobre 2014).
Si vous disposez d'ouvrages ou d'articles de référence ou si vous connaissez des sites web de qualité traitant du thème abordé ici, merci de compléter l'article en donnant les références utiles à sa vérifiabilité et en les liant à la section « Notes et références ».
Le château de La Houssière ou château d'Aulnoy, est une demeure du XVe siècle, qui se dresse sur le territoire de la commune française d'Aulnoy, dans le département de Seine-et-Marne.

## Localisation
Le château est situé à quelques kilomètres au nord de Coulommiers.

## Historique
L'édifice fut construit en 1171 pour le comte de Champagne par Robert d'Aulnoy[réf. nécessaire]. 
En 1250, Thomas d'Aulnoy reçut du roi la Maison de la Houssière. Le fief est cité depuis 1259.
Le bâtiment a été remanié au XIXe siècle pour le compte de la famille de Charnacé par l'architecte Louis-Jules Bouchot.